# Спомен–костурница бораца Црвене армије
Спомен–костурница бораца Црвене армије, познато и као „Руско гробље”, као једина такве врсте у централној Србији, налази се у Јагодини, преко пута градског гробља. У спомен-костурницу су положени посмртни остаци црвеноармејаца палих у борбама октобра и новембра 1944. године, који су прикупљани са подручја тадашњих срезова Светозарево, Ниш, Крушевац, Крагујевац, Краљево, Чачак, Ваљево и Ужице, односно територије Србије без Београда и Горњег Милановца.

## Историјат
Решењем Секретаријата за социјалну политику и комунална питања Савезног извршног већа (савезна влада тадашње ФНРЈ) од 20. септембра 1961. године формирана је комисија за подизање костурнице и уређења гробља бораца Црвене армије у Светозареву (назив Јагодине у периоду 1946-1992. године). Костурницу је пројектовао београдски архитекта Н. Мишовић. Током четири месеца вршена је ексхумација посмртних остатака црвеноармејаца. Земни остаци су полагани у лимене сандуке чију израду је финансирао Секретаријат за социјалну политику и комунална питања СИВ-а. У 222 велика и 56 малих лимених сандука прикупљени су посмртни остаци 1171 припадника Црвене армије палих у борбама за ослобођење Србије 1944. године.
Свечаност полагања ковчега почела је 15. јула 1962. године у 10 сати. Присуствовале су многе значајне личности, представници друштвено-политичких организација и представници Совјетске амбасаде.
Током времена, а нарочито након 1990. године, услед транзиције, распада СФР Југославије и ратова, долази до запуштања овог значајног споменика. Уз помоћ амбасаде Руске Федерације 2003. године обновљен је и реконструисан овај спомен-комплекс. 
На дан ослобођења Јагодине, 17. октобра сваке године, на спомен костурницу венце полажу представници града Јагодине и Амасада Руске федерације и Украјине.

## Галерија
Одавање поште 2019. године: